# Ла-Прері (Міннесота)
Ла-Прері (англ. La Prairie) — місто (англ. city) в США, в окрузі Ітаска штату Міннесота. Населення — 653 особи (2020).

## Географія
Ла-Прері розташована за координатами 47°13′48″ пн. ш. 93°29′29″ зх. д. / 47.23000° пн. ш. 93.49139° зх. д. (47.230043, -93.491362).  За даними Бюро перепису населення США в 2010 році місто мало площу 4,37 км², з яких 4,24 км² — суходіл та 0,13 км² — водойми.

## Демографія
Згідно з переписом 2010 року, у місті мешкало 665 осіб у 270 домогосподарствах у складі 184 родин. Густота населення становила 152 особи/км².  Було 287 помешкань (66/км²).
Расовий склад населення:
| - 91,6 % — білих - 2,9 % — корінних американців - 0,6 % — чорних або афроамериканців |

До двох чи більше рас належало 4,8 %. Частка іспаномовних становила 0,9 % від усіх жителів.
За віковим діапазоном населення розподілялося таким чином: 24,5 % — особи молодші 18 років, 56,7 % — особи у віці 18—64 років, 18,8 % — особи у віці 65 років та старші. Медіана віку мешканця становила 41,8 року. На 100 осіб жіночої статі у місті припадало 97,3 чоловіків;  на 100 жінок у віці від 18 років та старших — 93,1 чоловіків також старших 18 років.
Середній дохід на одне домашнє господарство  становив 55 427 доларів США (медіана — 52 550), а середній дохід на одну сім'ю — 63 357 доларів (медіана — 56 136). За межею бідності перебувало 18,4 % осіб, у тому числі 25,3 % дітей у віці до 18 років та 13,2 % осіб у віці 65 років та старших.
Цивільне працевлаштоване населення становило 335 осіб. Основні галузі зайнятості: освіта, охорона здоров'я та соціальна допомога — 30,7 %, виробництво — 17,9 %, роздрібна торгівля — 10,1 %, мистецтво, розваги та відпочинок — 6,9 %.